# Apple QuickTake

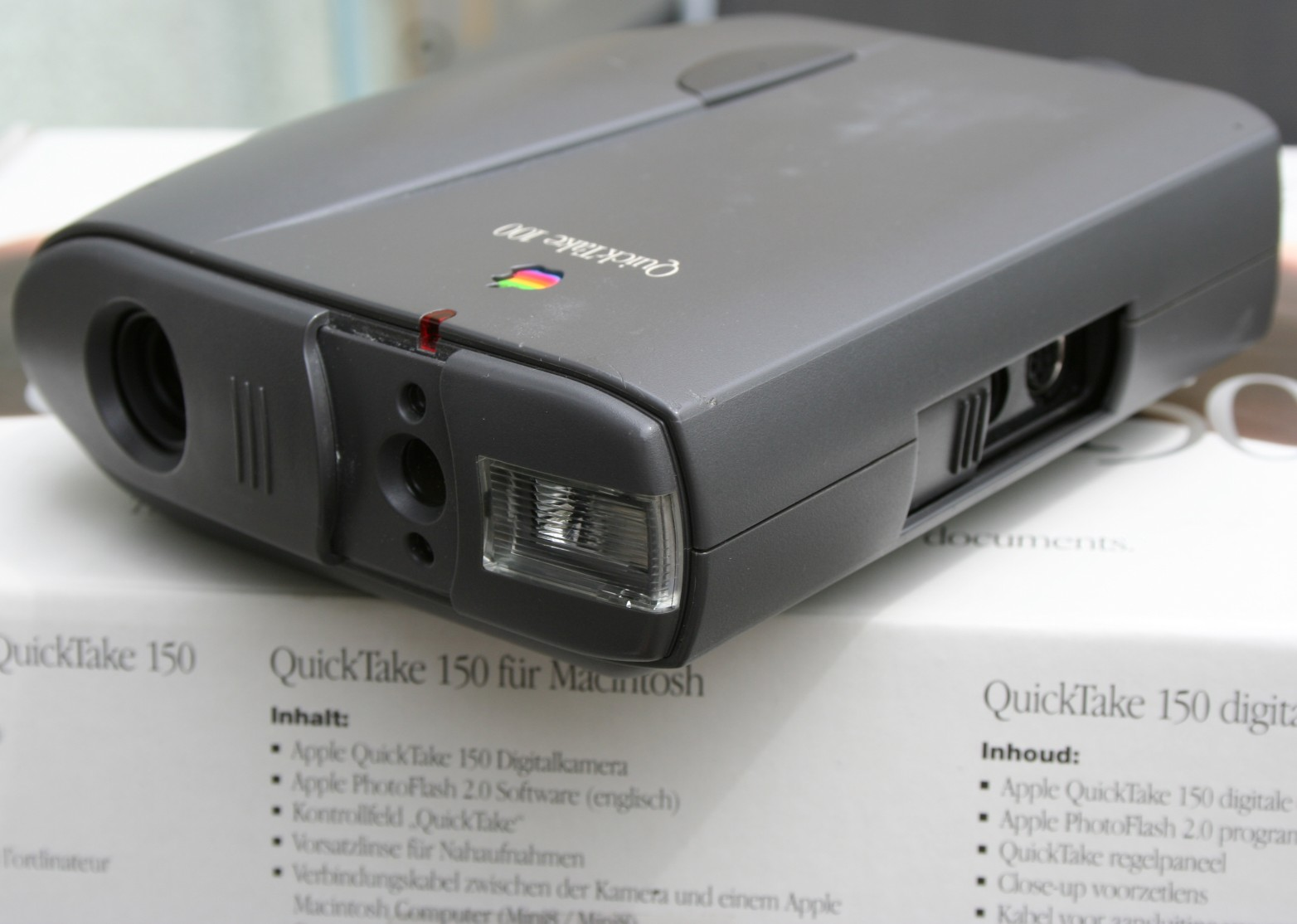
Apple QuickTake 100 von vorne, seitlich der Schieber mit den Anschlüssen für Netzteil und GeoPort

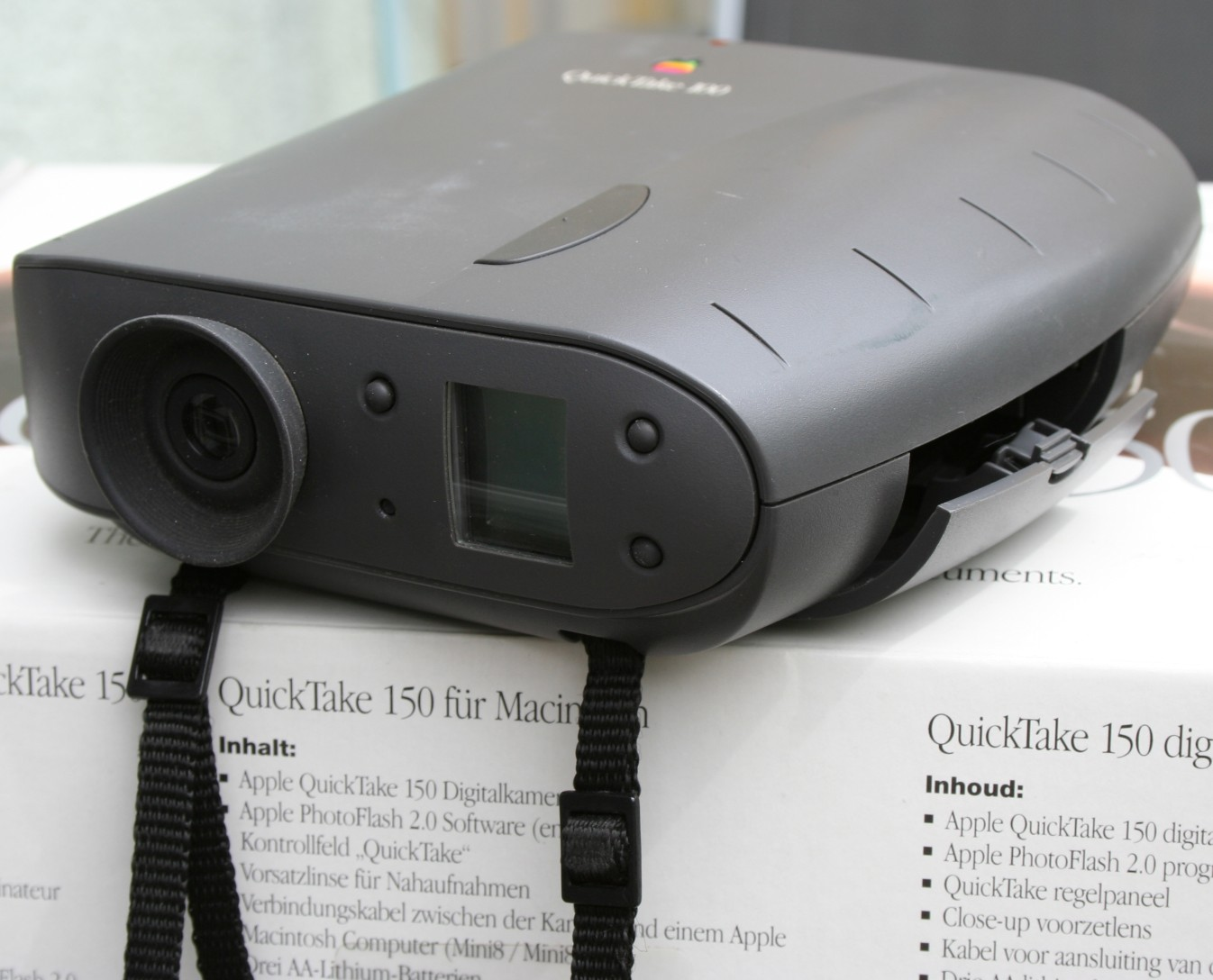
Apple QuickTake 100 von hinten, seitlich die Klappe für die 3 Mignonzellen

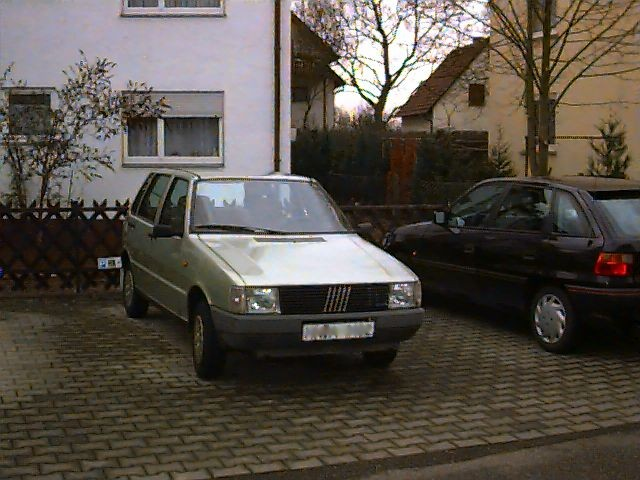
Beispielfoto mit der QuickTake 150, hohe Auflösung

Apple QuickTake war eine Familie von Digitalkameras von Apple.
Apple brachte in Zusammenarbeit mit der Firma Kodak das Modell QuickTake 100 1994 auf den Markt, es war eine der ersten bezahlbaren digitalen Kameras für den Massenmarkt. Das Modell kostete damals umgerechnet etwa 750 Euro. Der Nachfolger war die sehr ähnliche QuickTake 150.
Die Kameras QuickTake 100/150 wurden über eine serielle Schnittstelle mit dem Macintosh verbunden. Nach Installation von zusätzlicher Software (Disketten lagen bei) wurde die Kamera über ein Mac-OS-Kontrollfeld angesteuert und die Bilder auf den Mac übertragen.
Als Zubehör lagen Disketten (Inhalt: Systemerweiterungen, Kontrollfeld, eine einfache Bildbearbeitung), ein serielles Kabel sowie Plastiklinsen für den Nahbereich bei. Die drei Mignonzellen mussten extra zugekauft werden.
An der Rückseite beider Modelle befand sich eine kleine monochrome LCD-Anzeige, die über den Batteriestatus, die Anzahl der Aufnahmen, die gewählte Auflösung und den Blitzmodus informierte. Die Darstellung intern gespeicherter Fotos war nicht möglich.
An den Ecken des Displays waren Taster für Selbstauslöser, Auflösung, Blitzmodus und (versenkt) Löschfunktion.
Die letzte Digitalkamera von Apple entstand in Kooperation mit Fujifilm und trug die Bezeichnung QuickTake 200. Sie erschien 1996.
Die Produktion der QuickTake-Kameras wurde 1997 kurz nach der Rückkehr von Steve Jobs zu Apple eingestellt.

## Datenformat
Zum Betrachten und Öffnen der QuickTake-Bilder ist eine Systemerweiterung nötig, die es nur für das klassische Mac OS und Windows 95 gab. Das Datenformat (qtk) ist proprietär und wird nicht mehr unterstützt. Solche Bilder können also unter neueren Betriebssystemen wie macOS (bis 2012 „Mac OS X“ und bis 2016 „OS X“) nicht mehr geöffnet werden. Der Finder stellt immerhin eine Vorschau zur Verfügung. Das Programm GraphicConverter kann ab Version 6 auch QuickTake-Bilder unter macOS öffnen.